# Elsa (voornaam)
Elsa is een verkorte (Scandinavische) vorm van de meisjesnaam Elisabeth.

## Bekende naamdraagsters
- Elsa Aaltonen (1923-2023), Finse journalist en vakbondsleider
- Elsa Aarni (1890-1969), Finse actrice
- Elsa Alkman (1878-1975), Zweedse schrijfster, violiste en politica
- Elsa G. Allen (1888-1969), Amerikaanse ornitholoog en schrijfster
- Elsa Schiaparelli (1896-1973), een in Italië geboren Franse modeontwerpster die door haar gebruik van accessoires en dramatische kleurcombinaties voor 40 jaar het modebeeld opfleurde
- Elsa Maxwell (1883-1963), Amerikaanse evenementenplanner, die bekendstond om haar feesten
- Elsa Lanchester (1902-1986), Amerikaanse actrice
- Elsa Benitez, Italiaans glamourmodel